# Можгинський авторемонтний завод
ВАТ Авторемонтний завод «Можгинський» — підприємство машинобудування, розташоване у місті Можга на півдні Удмуртії, Російська Федерація.
Адреса: 427793, Удмуртська Республіка, м. Можга, вул. Фалалеєва, б.2; т.: (34139) 2-30-18, (34139) 3-16-08.
Завод створено 1932 року на базі існуючої машинно-тракторної майстерні, а потім — міжрайонної майстерні капітального ремонту.
На сьогодні підприємство спеціалізується на виробництві та поставки продукції для організацій ЖКГ та підприємств агропромислового комплексу, а також надання послуг з ремонту та технічного обслуговування автомобілів. Завод має цехи промислової продукції, авторемонтний, власний ливарний, де здійснюється чавунне литво.
Близьке (1 км) розташування до федеральної траси «Перм-Кавказ» та столиці Удмуртії, а також можливість відвантаження продукції залізницею дає підприємству значні переваги.
Підприємство випускає наступну продукцію:
- гідранти, колонки водорозібрні
- котки кільчасто-шпорові
- металева тара
- підставки пожежні
- чавунні ливарні вироби